# Werner Unger (Heimatforscher)
Werner Unger (* 22. Oktober 1922; † 4. Oktober 2014) war ein deutscher Heimatforscher und Mundartsprecher.
Unger wurde 1922 als Sohn des Redakteurs und späteren Schneeberger NSDAP-Stadtrats Curt Unger geboren. Nach dem Volksschulbesuch ergriff er eine Bäckerlehre. Schon früh begann er über seine erzgebirgische Heimat zu publizieren. Über die Jahre kamen – vor allem in seiner Zeit im Kulturbund sowie der von ihm 1952 mitbegründeten Arbeitsgemeinschaft „Heimatforschung“ – über 2000 Beiträge in Zeitschriften, Zeitungen und Büchern zustande.
Er wurde 2002 zum Ehrenbürger seiner Heimatstadt Schneeberg (Erzgebirge) ernannt. Seine heimatkundliche Sammlung übergab er 2007 dem Schneeberger Stadtarchiv.